# Gospa od Otkupljenja
Gospa od Okupljenja ili Otkupiteljica robova, marijanski blagdan u kalednaru Katoličke crkve koji se slavi 24. rujna. Vezan je uz sv. Petra Nolasca i spomendan je osnutka Reda Blažene Djevice Marije od Milosrđa, u Barceloni 1218., radi otkupljivanja robova od Saracena koji su tada bili u osvajačkom ratu kojim su zahvaćali dijelove sadašnje Španjolske i Portugala. Dozvolom pape Inocenta XI. blagdan se počinje slaviti u Španjolskoj od 1615. godine, a nakon 1696. godine papa Inocent XII. uspostavlja ovaj blagdan za cijelu Katoličku Crkvu. Reformom kalendara 1969. blagdan je spušten na razinu biskupija te se danas osobito slavi u španjolskim pokrajinama Aragoniji i Kataloniji te u Latinskoj i Južnoj Americi.
U ikonografiji se najčešće prikazuje s raskriljenim plaštom, sa svake strane pridržanim anđelom, unutar kojega kleče vjernici, redovnici, svetci, crkveni velikodostojnici, sa simbolikom stavljanja pod Gospinu zaštitu.
Molitva Gospi od Otkupljenja glasi:
»Marijino krilo – Prijestolje Božje! U Tebi se raduju, o puna Milosti, sva stvorenja, čete anđela i ljudski rod. O, Hrame posvećeni i raju duhovni, slavo djevica. Zahvaljujući Tebi, Bog se utjelovio postajući dijete. On, Bog naš prije vjekova. Od Tvoje utrobe On je učinio prijestolje i napravio ga prostranijim od Nebesa. U Tebi se, o puna Milosti, raduje sve stvoreno. Slava Ti, Gospo od Otkupljenja!«